# Eric Mazur
Eric Mazur (né le 14 novembre 1954 à Amsterdam) est un physicien et enseignant américain. Professeur à l'université Harvard, il est à la tête de la chaire Balkanski de physique et de physique appliquée du Département de physique et de la Harvard School of Engineering and Applied Sciences (en). Doyen de physique appliquée, ses recherches portent sur la physique de la matière condensée ainsi que sur l'optique ultra-rapide (en).
Mazur est également reconnu pour pratiquer une approche de l'enseignement visant à rendre l'apprenant actif, se distinguant ainsi de l'enseignement magistral classique.

## Formation
Mazur étudie la physique et l'astronomie à l'université de Leyde. Il obtient sa maîtrise en 1977 et poursuit ses études de 3e cycle au même endroit. En 1981, il obtient son Ph.D. avec sa thèse The structure of non-equilibrium angular momentum polarizations in polyatomic gases.
Pensant poursuivre une carrière dans l'industrie chez Philips N.V., à Eindhoven, il décide, sur les conseils de son père Peter Mazur, de quitter l'Europe pour faire des études postdoctorales à l'université Harvard sous la direction de Nicolaas Bloembergen.

## Recherches en physique

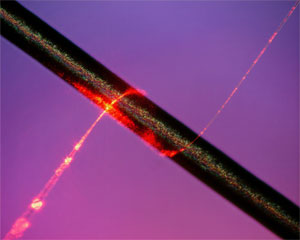
Câble optique nanométrique entourant un cheveu humain.

Après deux années de postdoctorat, Mazur devient maître de conférences (assistant professor) à Harvard.
En 1987, il devient professeur associé, puis professeur titulaire trois ans plus tard, en 1990.
Les recherches de Mazur se concentrent d'abord sur les lasers à impulsions ultra-courtes. Son groupe de recherche fera des contributions significatives dans la recherche sur les lasers femtosecondes. Ainsi, en 1989, le groupe est l'un des premiers à construire un laser femtoseconde avec des impulsions d'une durée de 70 femtosecondes.
En 1998, le laboratoire réalise par hasard une découverte qui aurait mené au développement du « silicium noir (en)».

## Recherches en éducation
En 1991, Mazur commence son travail sur une méthode d'enseignement entre pairs, qui se distingue de l'enseignement magistral en, notamment, amenant l'apprenant à être très actif lors de son apprentissage. En 1997, Mazur publie sur ce sujet Peer Instruction: A User's Manual. Il est considéré comme un précurseur de la classe inversée.
Avec Gary King et Brian Lukoff, Mazur a fondé la compagnie Learning Catalytics, qui a été revendue à Pearson Education (en) en avril 2013.
L'évaluation : Le tueur silencieux de l'apprentissage
Au cours de sa célèbre tournée de conférences en Europe, aux États-Unis et sur d'autres continents, Mazur est devenu célèbre dans les domaines des sciences de l'apprentissage et de la psychologie de l'éducation en raison des preuves solides qu'il a apportées sur le fait que de nombreux types d'évaluation sont nuisibles aux étudiants et que les évaluations devraient être réduites et remplacées par un « retour d'information dialogique » ('dialogue feedback'). Seul un véritable retour d'information peut conduire à ce que l'on appelle un « apprentissage durable à fort impact » ('high impact learning that lasts'). Mazur a expliqué lors de sa tournée que « l'évaluation tue l'apprentissage ». De nombreuses heures de vidéo de sa conférence sont disponibles sur Youtube en recherchant « The silent killer of learning » (Le tueur silencieux de l'apprentissage) par Eric Mazur.